# Frequenza audio
Una frequenza audio o frequenza udibile (abbreviazione internazionale: AF - Audio Frequenza), è una vibrazione acustica periodica il cui valore di frequenza, rientra nella banda dello spettro udibile, dall'essere umano medio (tra 16 Hz e 20 kHz). L'unità di misura della frequenza, adottata nel SI (ma anche in altri sistemi), è l'hertz (Hz). La frequenza è quella proprietà dei suoni che determina maggiormente il tono.
Il termine frequenza audio, viene utilizzato più spesso in ambito audio, nel trattamento dei segnali audio e dei segnali elettrici e/o in elettronica con applicazioni audio in generale, compreso l'audio digitale. 

## Frequenze e descrizioni
| Frequenza (Hz) | Ottava           | Descrizione |
| -------------- | ---------------- | --- |
| 16 a 32        | prima            | Il minimo della soglia dello spettro sonoro udibile dall'uomo e le note a pedali più basse di un organo a canne.     |
| 32 a 512       | seconda a quinta | Frequenze di ritmo, dove giacciono le note di basso superiore ed inferiore.                                          |
| 512 a 2048     | sesta e settima  | Definisce l' intelligibilità del parlato, dà una qualità simile a un corno o flauto dolce al suono.                  |
| 2048 a 8192    | ottava e nona    | Dà presenza al discorso, dove le consonanti labiale e fricativa giacciono.                                           |
| 8192 a 16384   | decima           | Brillantezza, suoni delle campane e suono dei piatti e sibilanti nel parlato.                                        |
| 16384 a 32768  | undicesima       | Oltre alla brillantezza, i suoni nebulosi si avvicinano e passano appena oltre la soglia umana superiore dell'udito. |

| MIDI | Frequenza (Hz) | Descrizione                                                                              | File sonoro                                                 |
| ---- | -------------- | ---------------------------------------------------------------------------------------- | ----------------------------------------------------------- |
| 0    | 8,17578125     | Nota più bassa per organo.                                                               | n/a (non udibile)                                           |
| 12   | 16,3515625     | Nota più bassa per tuba, grandi organi a canne, Bösendorfer pianoforte a coda imperiale. | n/a (non udibile, al netto di certe particolari condizioni) |
| 24   | 32,703125      | Il do più basso di un piano a 88 tasti.                                                  |                                                             |
| 36   | 65,40625       | Nota più bassa per violoncello                                                           |                                                             |
| 48   | 130,8125       | Nota più bassa per viola e mandola                                                       |                                                             |
| 60   | 261,625        | Do centrale                                                                              |                                                             |
| 72   | 523,25         | Do al centro della chiave di violino                                                     |                                                             |
| 84   | 1046,5         | Approssimativamente la nota più alta toccabile dalla voce umana.                         |                                                             |
| 96   | 2093           | Nota più alta su un flauto traverso.                                                     |                                                             |
| 108  | 4186           | Nota più alta su un piano standard a 88 tasti.                                           |                                                             |
| 120  | 8372           |                                                                                          |                                                             |
| 132  | 16744          | Circa il tono emesso da un tipico televisore CRT acceso.                                 |                                                             |